# سيسيليا هارتمان
سيسيليا هارتمان (بالمجرية: Hartmann Cecília)‏ هي راكبة الكنو مجرية، ولدت في 14 فبراير 1931.

## وصلات خارجية
- سيسيليا هارتمان على موقع أوليمبيديا (الإنجليزية)